# Hasselroth

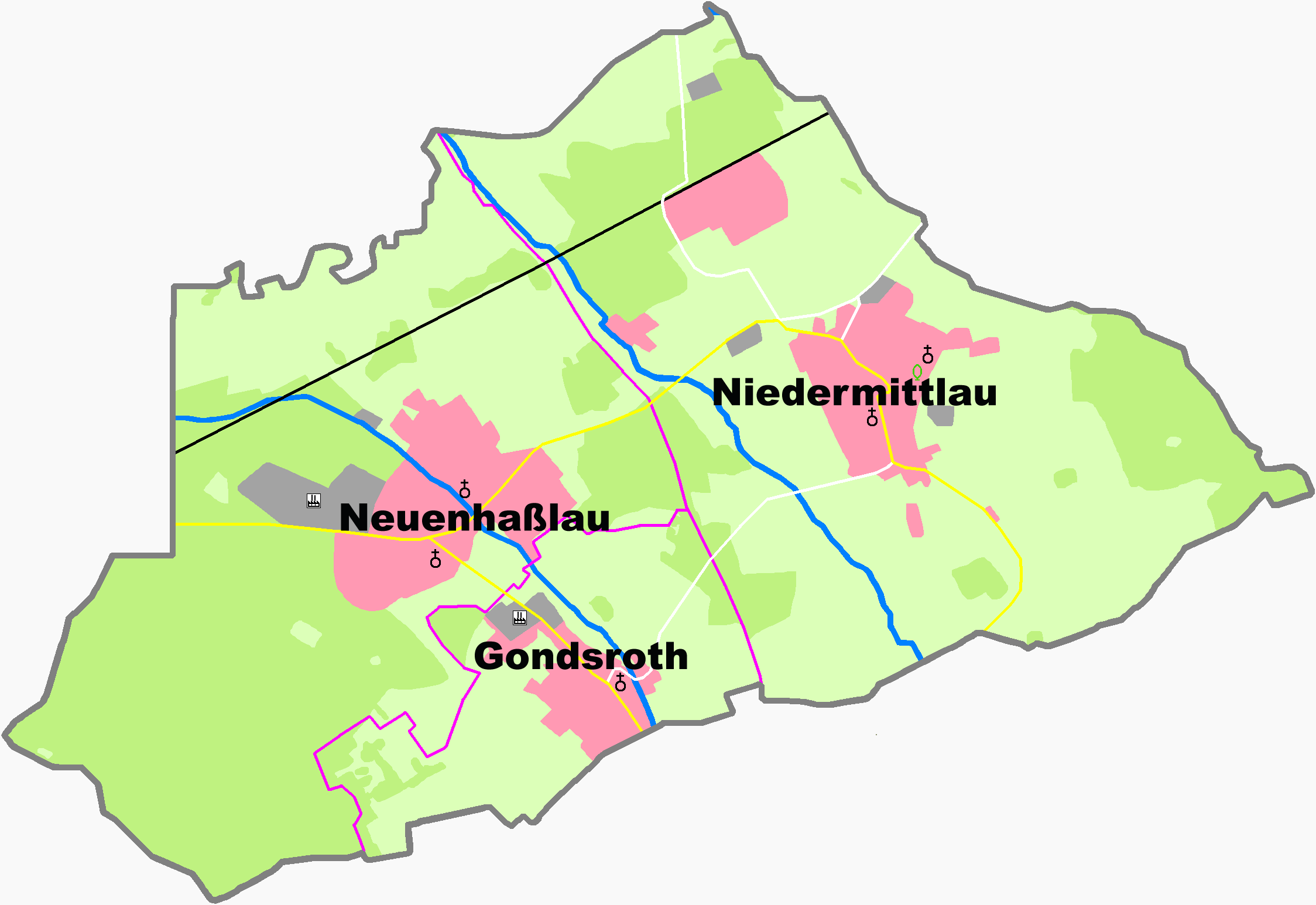
Gemeindegebiet mit Ortsteilen von Hasselroth

Hasselroth ist eine Gemeinde im hessischen Main-Kinzig-Kreis.

## Geografie

### Lage
Das Gemeindegebiet liegt zwischen der Kinzigaue im Norden und den nordwestlichen Ausläufern des Spessart am Ostrand des Rhein-Main-Gebietes.

### Nachbargemeinden
Hasselroth grenzt im Norden an die Gemeinde Gründau und die Stadt Gelnhausen, im Osten an die Gemeinde Linsengericht, im Süden an die Gemeinde Freigericht, im Südwesten an die Gemeinde Rodenbach sowie im Westen an die Stadt Langenselbold.

### Gemeindegliederung
Die Gemeinde besteht aus den Orten Gondsroth, Neuenhaßlau (Sitz der Gemeindeverwaltung) und Niedermittlau. Die drei Ortsteile sind geographisch deutlich voneinander getrennt.

## Geschichte

### Gemeindebildung
Im Zuge der Gebietsreform in Hessen fusionierten zum 1. Oktober 1971 die bis dahin selbständigen Gemeinden Neuenhaßlau und Gondsroth zur Gemeinde neuen Gemeinde „Hasselroth“. Der Gemeindename ist eine Wortschöpfung aus den Namen der beiden früheren Gemeinden. Zum 1. Juli 1974 wurde die damals noch selbständige Gemeinde Niedermittlau kraft Landesgesetz nach Hasselroth eingemeindet. Ortsbezirke nach der Hessischen Gemeindeordnung wurden nicht errichtet.

### Bevölkerung

#### Einwohnerstruktur 2011
Nach den Erhebungen des Zensus 2011 lebten am Stichtag dem 9. Mai 2011 in Hasselroth 7301 Einwohner. Darunter waren 385 (5,3 %) Ausländer, von denen Hasselroth aus dem EU-Ausland, 157 aus anderen europäischen Ländern und 67 aus anderen Staaten kamen. (Bis zum Jahr 2020 erhöhte sich die Ausländerquote auf 10,6 %.) Nach dem Lebensalter waren 1174 Einwohner unter 18 Jahren, 3037 zwischen 18 und 49, 1656 zwischen 50 und 64 und 1436 Einwohner waren älter. Die Einwohner lebten in 3165 Haushalten. Davon waren 812 Singlehaushalte, 1054 Paare ohne Kinder und 993 Paare mit Kindern, sowie 255 Alleinerziehende und 51 Wohngemeinschaften. In 614 Haushalten lebten ausschließlich Senioren und in 2174 Haushaltungen lebten keine Senioren.

#### Einwohnerentwicklung
| Hasselroth: Einwohnerzahlen von 1973 bis 2020                            | Hasselroth: Einwohnerzahlen von 1973 bis 2020 | Hasselroth: Einwohnerzahlen von 1973 bis 2020 | Hasselroth: Einwohnerzahlen von 1973 bis 2020 | Hasselroth: Einwohnerzahlen von 1973 bis 2020 |
| ------------------------------------------------------------------------ | --------------------------------------------- | --------------------------------------------- | --------------------------------------------- | --------------------------------------------- |
| Jahr                                                                     |                                               |                                               |                                               | Einwohner                                     |
| 1973                                                                     | 1973                                          |                                               | 6.565                                         | 6.565                                         |
| 1975                                                                     | 1975                                          |                                               | 6.650                                         | 6.650                                         |
| 1980                                                                     | 1980                                          |                                               | 6.875                                         | 6.875                                         |
| 1985                                                                     | 1985                                          |                                               | 6.922                                         | 6.922                                         |
| 1990                                                                     | 1990                                          |                                               | 7.129                                         | 7.129                                         |
| 1995                                                                     | 1995                                          |                                               | 7.543                                         | 7.543                                         |
| 2000                                                                     | 2000                                          |                                               | 7.460                                         | 7.460                                         |
| 2005                                                                     | 2005                                          |                                               | 7.403                                         | 7.403                                         |
| 2010                                                                     | 2010                                          |                                               | 7.291                                         | 7.291                                         |
| 2011                                                                     | 2011                                          |                                               | 7.301                                         | 7.301                                         |
| 2015                                                                     | 2015                                          |                                               | 7.261                                         | 7.261                                         |
| 2020                                                                     | 2020                                          |                                               | 7.369                                         | 7.369                                         |
| Quellen: LAGIS; Hessisches Statistisches Informationssystem; Zensus 2011 |                                               |                                               |                                               |                                               |

#### Religionszugehörigkeit
| • 1987: | 4334 evangelische (= 63,4 %), 1939 katholische (= 28,4 %), 560 sonstige (= 8,2 %) Einwohner   |
| • 2011: | 3553 evangelische (= 48,7 %), 1710 katholische (= 23,4 %), 2038 sonstige (= 27,9 %) Einwohner |

## Politik

### Gemeindevertretung
Die Kommunalwahl am 14. März 2021 lieferte folgendes vorläufiges Ergebnis, in Vergleich gesetzt zu früheren Kommunalwahlen:

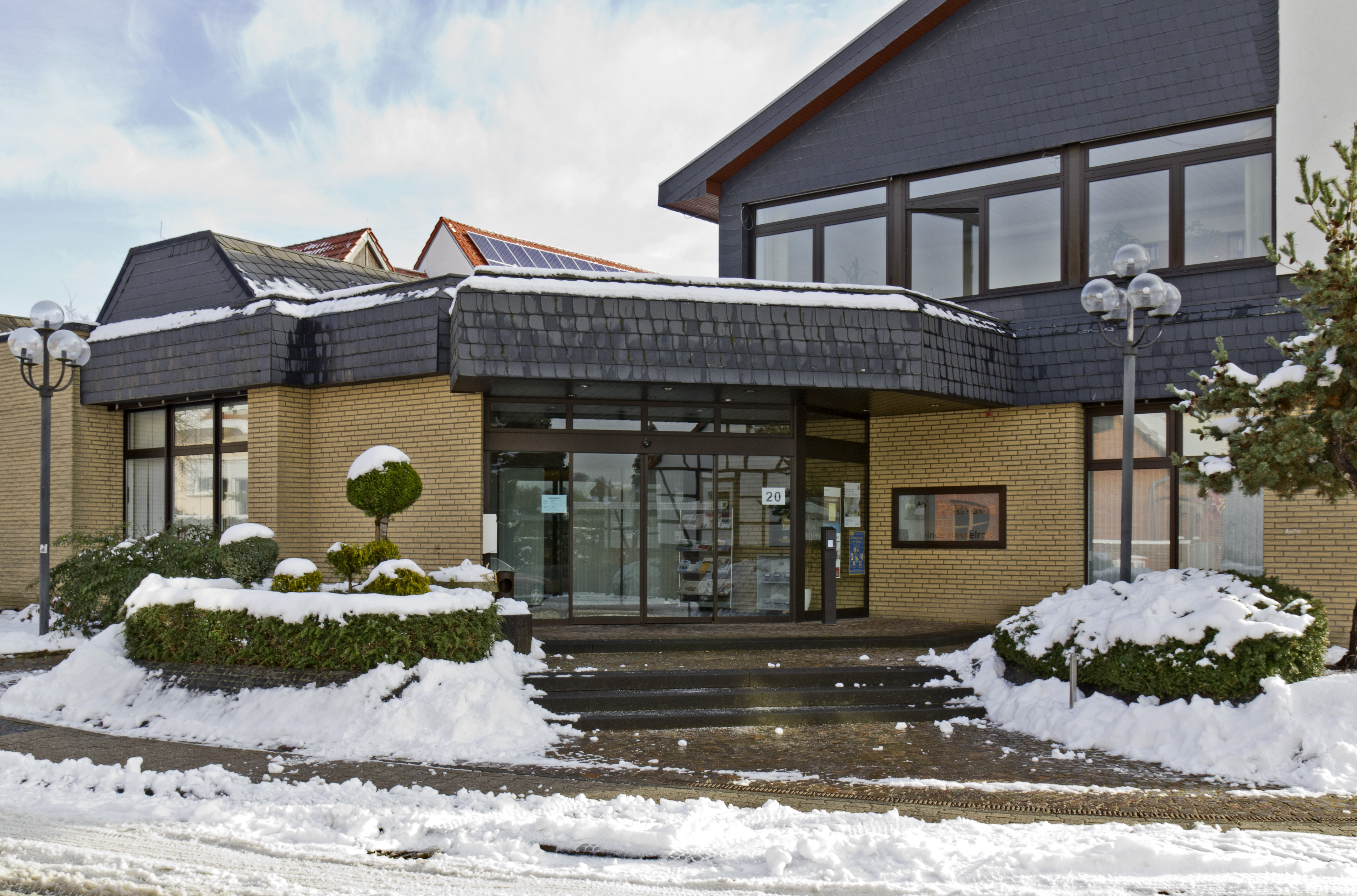
Rathaus Hasselroth in Neuenhaßlau

| Sitzverteilung in der Gemeindevertretung 2021Insgesamt 27 Sitze - SPD: 8 - FDP: 1 - CDU: 4 - SWG: 14 | Parteien und Wählergemeinschaften | Parteien und Wählergemeinschaften           | % 2021 | Sitze 2021 | % 2016 | Sitze 2016 | % 2011 | Sitze 2011 | % 2006 | Sitze 2006 | % 2001 | Sitze 2001 |
| Sitzverteilung in der Gemeindevertretung 2021Insgesamt 27 Sitze - SPD: 8 - FDP: 1 - CDU: 4 - SWG: 14 | SPD                               | Sozialdemokratische Partei Deutschlands     | 28,5   | 8          | 44,4   | 12         | 49,5   | 13         | 49,6   | 13         | 54,8   | 17         |
| Sitzverteilung in der Gemeindevertretung 2021Insgesamt 27 Sitze - SPD: 8 - FDP: 1 - CDU: 4 - SWG: 14 | CDU                               | Christlich Demokratische Union Deutschlands | 15,3   | 4          | 28,1   | 7          | 31,9   | 9          | 34,8   | 10         | 27,9   | 9          |
| Sitzverteilung in der Gemeindevertretung 2021Insgesamt 27 Sitze - SPD: 8 - FDP: 1 - CDU: 4 - SWG: 14 | SWG                               | Soziale Wählergemeinschaft Hasselroth       | 51,7   | 14         | 17,5   | 5          | 10,4   | 3          | 10,5   | 3          | 7,5    | 2          |
| Sitzverteilung in der Gemeindevertretung 2021Insgesamt 27 Sitze - SPD: 8 - FDP: 1 - CDU: 4 - SWG: 14 | FDP                               | Freie Demokratische Partei                  | 4,5    | 1          | 10,0   | 3          | 4,7    | 1          | 5,1    | 1          | —      | —          |
| Sitzverteilung in der Gemeindevertretung 2021Insgesamt 27 Sitze - SPD: 8 - FDP: 1 - CDU: 4 - SWG: 14 | DIE LINKE                         | Die Linke                                   | —      | —          | —      | —          | 3,5    | 1          | —      | —          | —      | —          |
| Sitzverteilung in der Gemeindevertretung 2021Insgesamt 27 Sitze - SPD: 8 - FDP: 1 - CDU: 4 - SWG: 14 | BVH                               | Bürgervertretung Hasselroth                 | —      | —          | —      | —          | —      | —          | —      | —          | 9,8    | 3          |
| Sitzverteilung in der Gemeindevertretung 2021Insgesamt 27 Sitze - SPD: 8 - FDP: 1 - CDU: 4 - SWG: 14 | gesamt                            | gesamt                                      | 100,0  | 27         | 100,0  | 27         | 100,0  | 27         | 100,0  | 27         | 100,0  | 31         |
| Sitzverteilung in der Gemeindevertretung 2021Insgesamt 27 Sitze - SPD: 8 - FDP: 1 - CDU: 4 - SWG: 14 | Wahlbeteiligung in %              | Wahlbeteiligung in %                        | 55,5   | 55,5       | 54,2   | 54,2       | 49,8   | 49,8       | 47,9   | 47,9       | 54,3   | 54,3       |

### Bürgermeister
Nach der hessischen Kommunalverfassung wird der Bürgermeister für eine sechsjährige Amtszeit gewählt, seit dem Jahr 1993 in einer Direktwahl, und ist Vorsitzender des Gemeindevorstands, dem in der Gemeinde Hasselroth neben dem Bürgermeister ehrenamtlich ein Erster Beigeordneter und sechs weitere Beigeordnete angehören. Bürgermeister ist seit dem 1. April 2019 Matthias Pfeifer (SWG). Er wurde als Nachfolger von Uwe Scharf, der nach zwei Amtszeiten nicht wieder kandidiert hatte, am 11. November 2018 in einer Stichwahl bei 60,3 Prozent Wahlbeteiligung mit 51,2 Prozent der Stimmen gewählt. Es folgte eine Wiederwahl ohne Gegenkandidaten im Oktober 2024.
Amtszeiten der Bürgermeister
- 2019–2031 Matthias Pfeifer (SWG)[17]
- 2007–2019 Uwe Scharf[18]
- 1989–2007 Klaus Traxel (SPD)

### Wappen und Flagge
Wappen 
| Wappen der Gemeinde Hasselroth | Blasonierung: „„In Gold oben ein schwarzer, gegengezinnter Balken, unten drei mit dem Stiel zusammengewachsene rote Haselnüsse.““ |

| Wappen der Gemeinde Hasselroth | Das Wappen wurde am 28. Juni 1974 durch das Hessische Ministerium des Innern genehmigt. Die Gestaltung des Wappens lag in den Händen des Bad Nauheimer Heraldikers Heinz Ritt. Das Wappen wurde von der früheren Gemeinde Neuenhaßlau übernommen und zeigt drei Haselnüsse als „redendes Symbol“ für dessen Ortsnamen "Hasela" (Hasel(nuss)), den gegengezinnten Balken aus dem Wappen der Herren von Rückingen und die Farben Rot und Gold der Grafschaft Hanau. |

 Flagge 
Gemeinsam mit dem Wappen wurde durch das Innenministerium eine Flagge genehmigt, die ebenfalls von der früheren Gemeinde  Neuenhaßlau übernommen wurde und die wie folgt beschrieben wird:
„Von Gelb und Rot dreimal (2:3:3:2) gespalten, im oberen Drittel das Gemeindewappen.“

## Kultur und Sehenswürdigkeiten

### Bauwerke

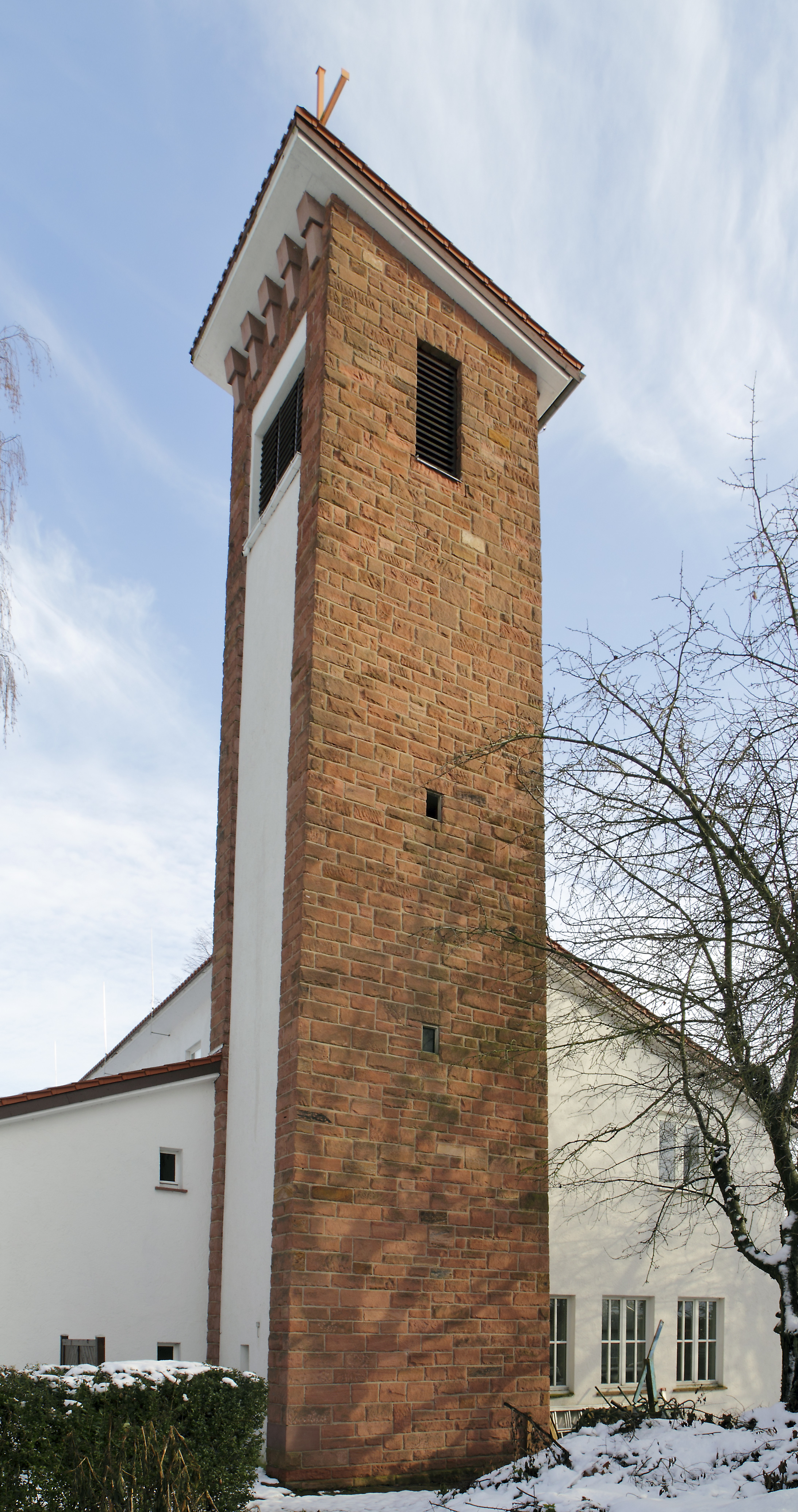
Evangelische Christuskirche Neuenhaßlau
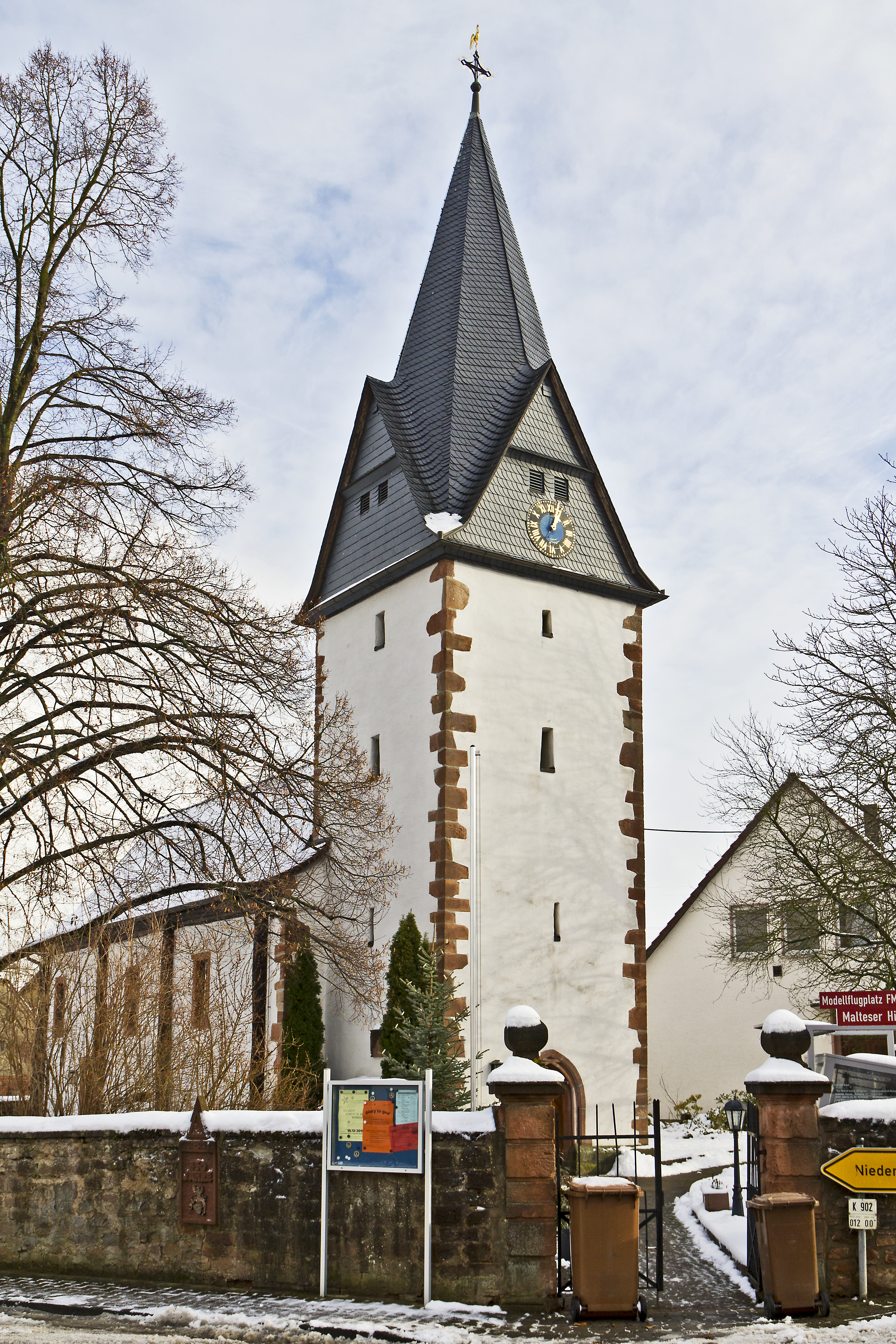
Evangelische Kirche Gondsroth
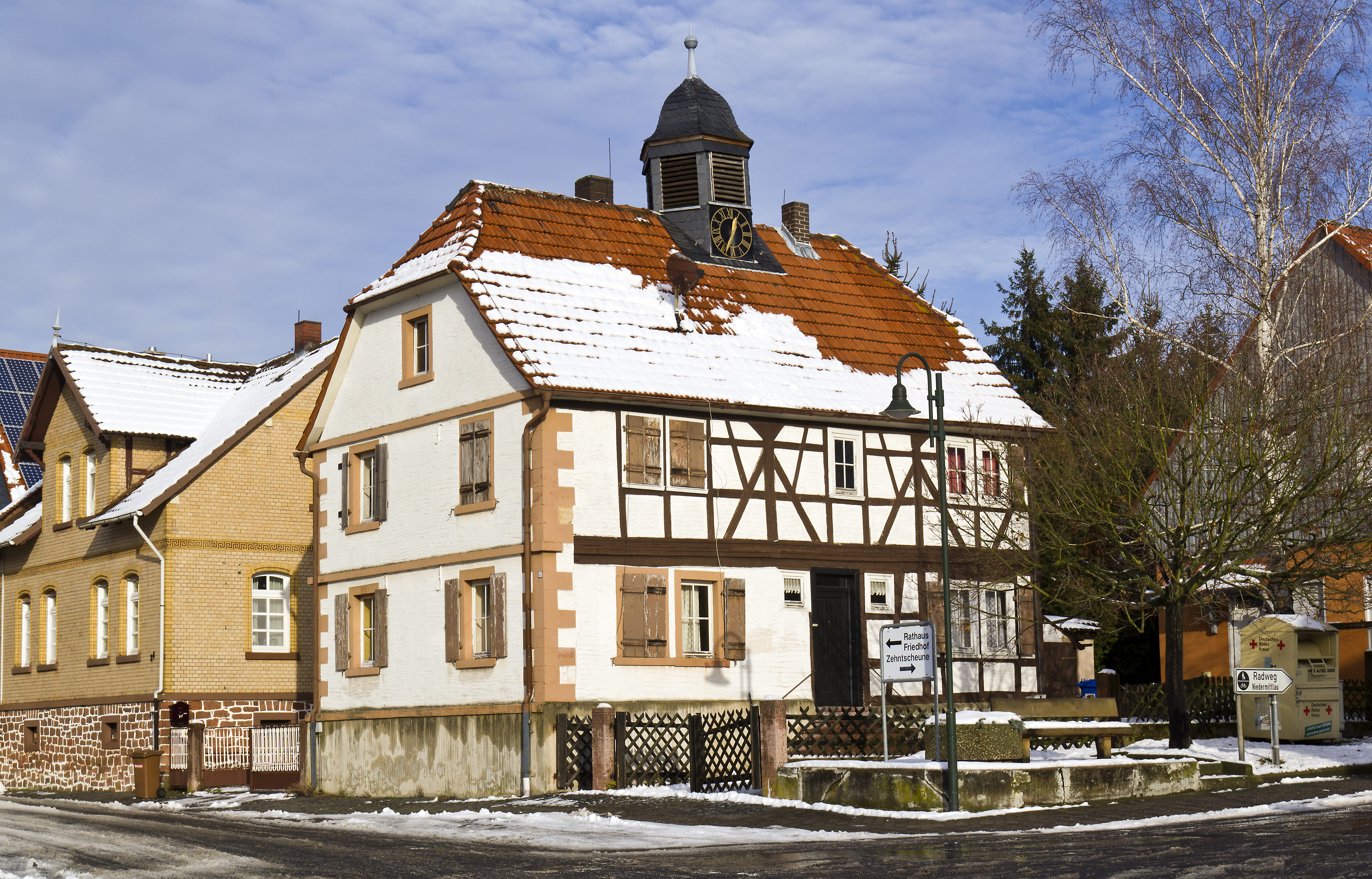
Altes Schulhaus Neuenhaßlau
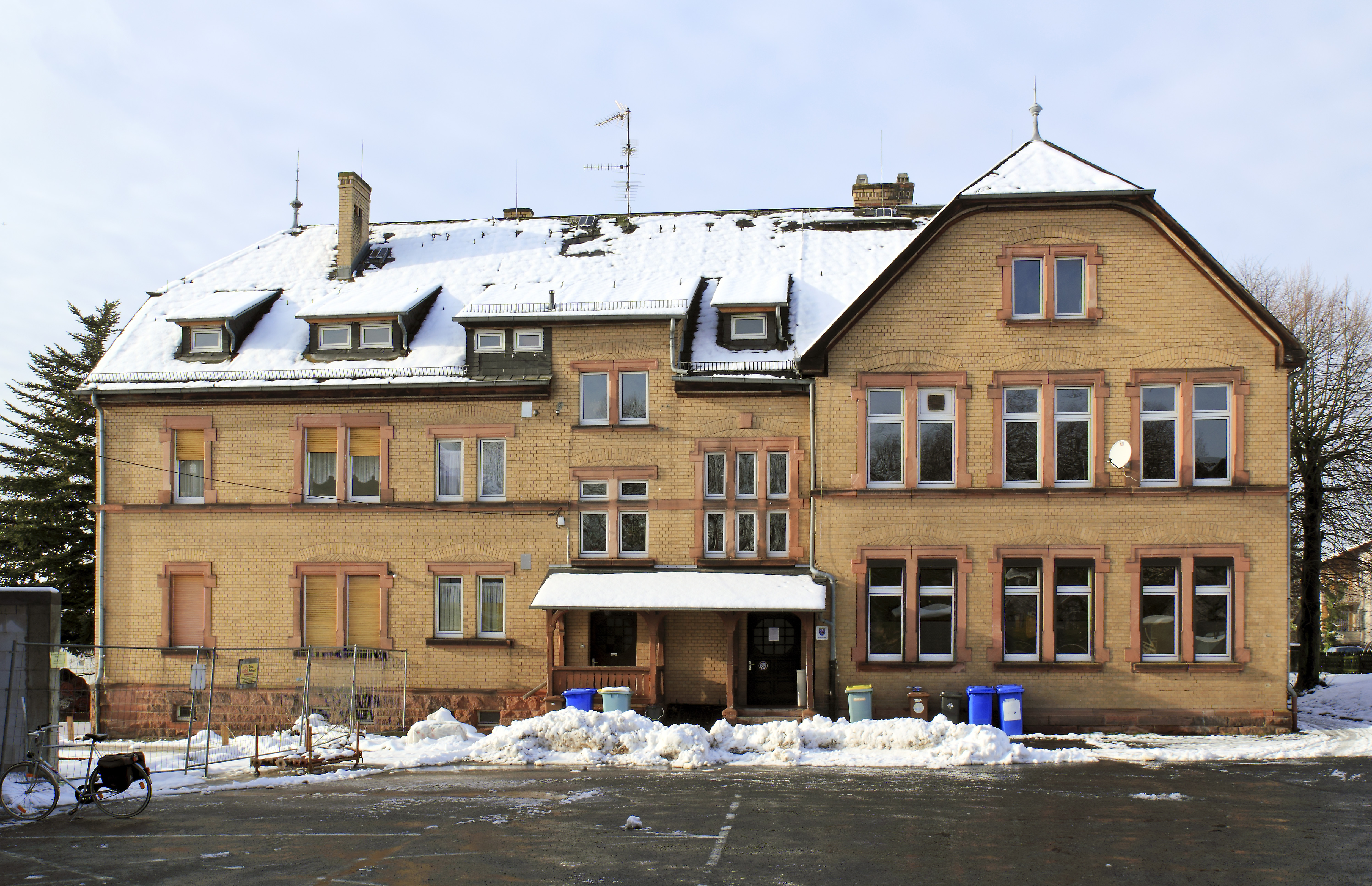
Altes Schulhaus Niedermittlau

### Sport
In Niedermittlau gibt es einen Fußballverein (FC Alemannia 1905 Niedermittlau) und einen Handballverein der in der Landesliga der Frauen spielt (FSG Altenhaßlau/Niedermittlau).
In Neuenhaßlau gibt es einen Fußballverein (FV Viktoria 06 Neuenhaßlau), dessen zweite Mannschaft in der Saison 2007/2008 Meister in der Kia Kreisliga D Gelnhausen wurde. Außerdem gibt es einen Turnverein (TG Neuenhaßlau), der mit einigen Volleyballmannschaften aktiv ist.

### Museen
In Niedermittlau existiert ein Heimatmuseum.

## Wirtschaft und Infrastruktur

### Verkehr
Die Gemeinde Hasselroth hat mit dem Haltepunkt Niedermittlau Anschluss an die Bahnstrecke Fulda–Hanau, die hessische Kinzigtalbahn (Kursbuchstrecke 615).

### Bildung
- Grundschule Gondsroth

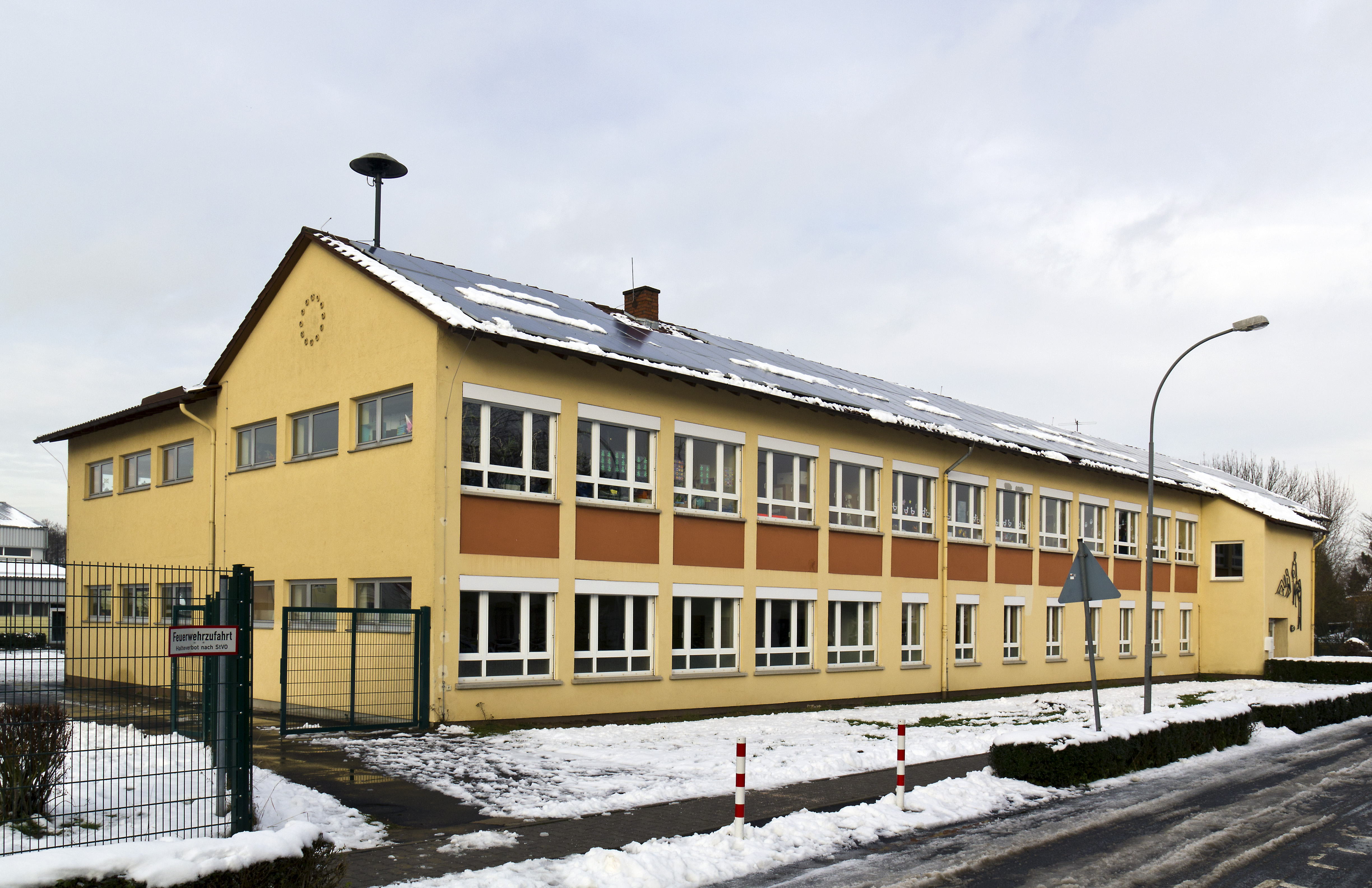
Hasselbachschule in Neuenhaßlau

- Grundschule Hasselbachschule in Neuenhaßlau
- Grundschule Auwiesenschule in Niedermittlau
- Außenstelle der Ludwig-Geißler-Schule aus Hanau

## Persönlichkeiten
- Georg Heinrich Stichel (1825–1905), ehemaliger deutscher Kommunalpolitiker und Abgeordneter des Provinziallandtages der preußischen Provinz Hessen-Nassau
- Johann Klehm (1880–1960), ehemaliger deutscher Politiker (SPD) und Abgeordneter des Provinziallandtages der preußischen Provinz Hessen-Nassau
- Martin Schäfer (1889–1971), ehemaliger deutscher Lehrer und Heimatforscher
- Hugo Klein (* 1953), hessischer Politiker (CDU)
- Harald Schmid (* 1957), ehemaliger deutscher Leichtathlet und mehrfacher Olympiamedaillengewinner